# Cickafarkolaj
A cickafarkolaj (aetheroleum achilleae) a cickafark illóolaja.

## Hatása

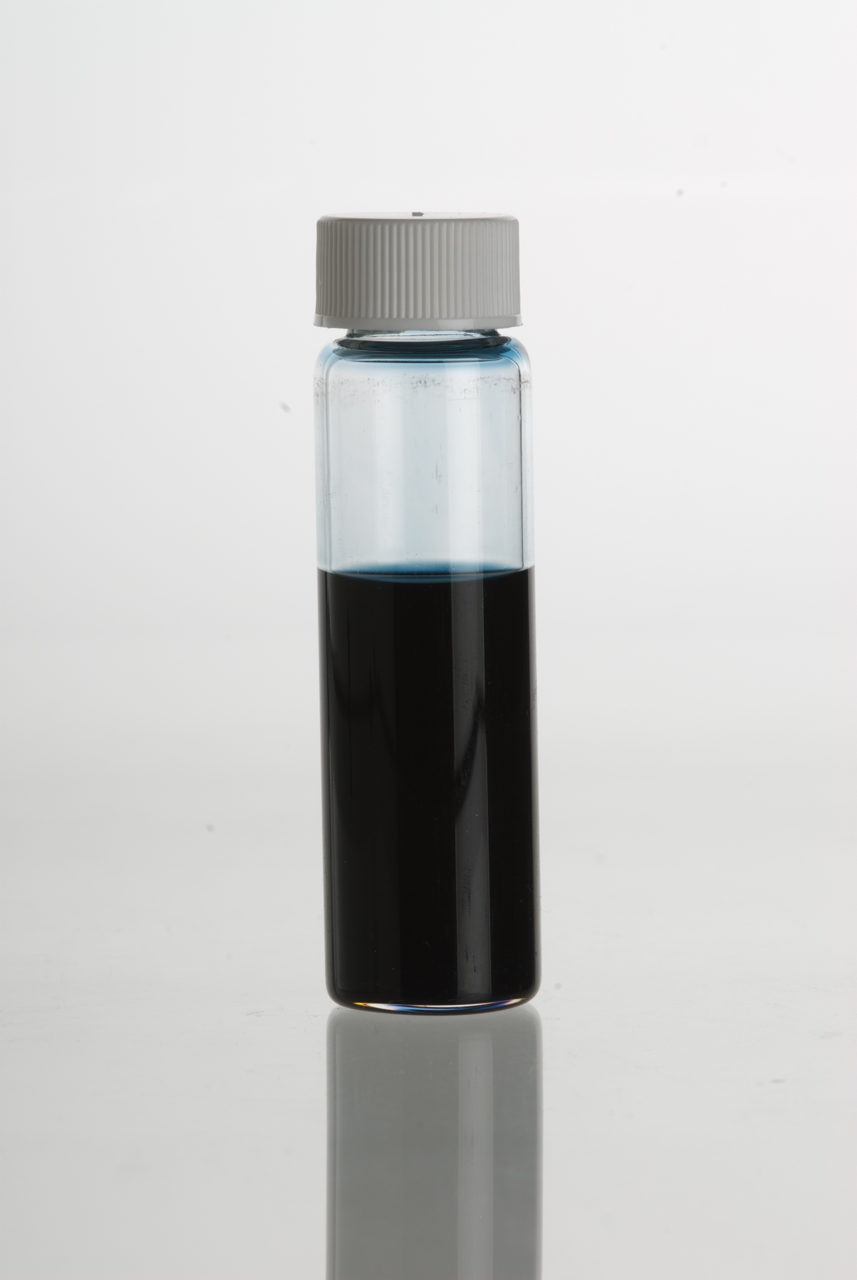

Megszünteti az emésztési zavarokat, láz- és fájdalomcsillapító, fokozza az étvágyat.

## Használata
Fertőtlenítő, görcsoldó. Gyulladásgátló hatású. Erősíti a gyomrot, puffadáscsökkentő. Tisztítja a vért, csillapítja a vérzést és elősegíti a szabályos menstruációt.
Borogatásként használható nehezen gyógyuló sebekre, bőrgyulladásra és nyílt lábszárfekélyre.
Masszázsolajként narancsbőr ellen hatékony.
Fürdő- vagy bedörzsölőszerként használható reumánál és visszérgyulladásnál. Hajápolószerek alkotórésze.